# Yamba Asha
Yamba Asha, właśc. Yamba Asha João (ur. 31 lipca 1976 w Luandzie), piłkarz angolski grający na pozycji lewego obrońcy.

## Kariera klubowa
Yamba Asha pochodzi z Luandy i tam też rozpoczął piłkarską karierę w klubie Atlético Sport Aviação. W 1996 roku zadebiutował w pierwszej lidze. W 2002 roku osiągnął swój pierwszy sukces, kiedy sięgnął po tytuł mistrza kraju. W latach 2003 i 2004 kolejne dwa razy zostawał mistrzem Angoli, a także zdobywał Superpuchar Angoli. Sukces ten powtórzył w 2005 roku, a także zdobył swój pierwszy Puchar Angoli.
W 2006 roku Yamba Asha wyjechał do Szwecji. Zaliczył 4 spotkania w Östers IF w rozgrywkach drugiej ligi, a na początku 2007 wrócił do Luandy i podpisał kontrakt z Petro Atlético. W latach 2008 i 2009 zdobył z nim mistrzostwo Angoli. W kolejnych grał w zespołach AS Aviação oraz Domant FC, a w 2015 roku przeszedł do Recreativo Caála.

## Kariera reprezentacyjna
W reprezentacji Angoli Yamba Asha zadebiutował w 2000 roku. W 2006 roku nie pojechał na Puchar Narodów Afryki 2006 i Mistrzostwa Świata w Piłce Nożnej 2006. Powodem była 9-miesięczna dyskwalifikacja nałożona przez FIFA za wykrycie środków dopingujących po spotkaniu z Rwandą w październiku 2005. W 2008 roku znalazł się w drużynie na Puchar Narodów Afryki 2008.